# 土井隆雄
土井隆雄（日语：／ Doi Takao，1954年9月18日—）是日本一位太空飛行員與天文學家，出身於東京南多摩郡。大阪府立三國丘高等學校、東京大學工學部畢業，並且於萊斯大學取得天文物理學博士。土井隆雄在1985年被美國太空總署選為候補太空飛行員，並於1997年執行過STS-87任務，也是日本首位進行太空漫步的太空飛行員，也成為亞洲國家第三位進入太空的太空人。土井隆雄執行过STS-123的任務，该任务的目的是將日本實驗艙與國際太空站相連結。

## 外部連結
- NASA Biography
- Spacefacts biography of Takao Doi （页面存档备份，存于）